# La Rentrée des classes de Franklin
 (septembre 2015).
Si vous disposez d'ouvrages ou d'articles de référence ou si vous connaissez des sites web de qualité traitant du thème abordé ici, merci de compléter l'article en donnant les références utiles à sa vérifiabilité et en les liant à la section « Notes et références ».
Pour plus de détails, voir Fiche technique et Distribution.
La Rentrée des classes de Franklin (Back to School with Franklin) est le dernier film de la série du même nom, réalisé par Arna Selznick, scénarisé par John van Bruggen d'après les personnages créés par Paulette Bourgeois et Brenda Clark, et sorti directement en vidéo en 2003.

## Synopsis
Après un été fait de jeux et de rires, Franklin s'apprête à rentrer à l'école. Mais il est surpris et déçu de constater que son instituteur habituel, M. Hibou, est temporairement remplacé par Mlle Koala, une enseignante australienne. Malgré des débuts difficiles, la remplaçante forme la classe au football, les préparant à un match et encourage Franklin à devenir gardien de but.
Parallèlement, la petite Harriet se sent seule depuis que son amie Pupuce est rentrée à l'école et tente de se lier d'amitié avec le timide Tim.

## Voix

### Voix originales
- Cole Caplan : Franklin
- Richard Newman : M. Tortue
- Elizabeth Brown : Mme Tortue
- Bryn McAuley : Harriet
- Amanda Soha : Tim
- Leah Cudmore : Lili
- Carolyn Scott : Mlle Koala
- James Rankin : M. Hibou
- Valerie Boyle : Mme Castor
- Ruby Smith Merovitz : Odile
- Kristen Bone : Arnaud
- Scott Beaudin : Raffin
- Luca Perlman : Martin
- Vivien Endicott Douglas : Béatrice
- Annick Obonsawin : Eloïse

### Voix françaises
- Arthur Anger : Franklin
- Patrick Donnay : M. Tortue
- Colette Sodoyez : Mme Tortue
- Alice Ley : Lili / Harriet
- Baptiste Hupin : Martin
- Carole Baillien : Basile, Mademoiselle Koala
- Aurélien Ringelheim : Raffin
- Laëtitia Liénart : Béatrice
- Bernard Faure : M. Hibou
- Marie-Line Landerwyn
- Myriam Thyrion
- Lydia Cherton
- Sarah Taych